# 바냐

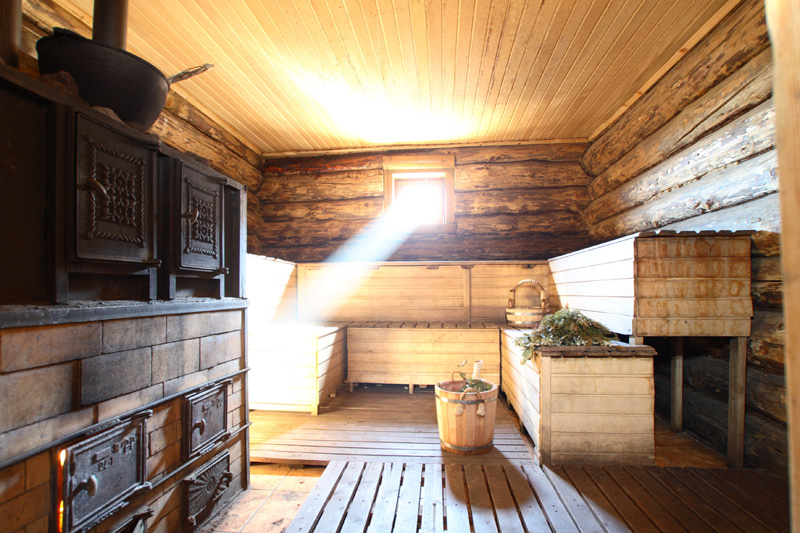

바냐(러시아어: баня)는 러시아의 목욕탕이다. 통상적으로 바냐는 핀란드의 사우나에 비하면 온도가 더 떨어지기도 하고 있는 측면을 가지고 있다.

## 같이 보기
- 목욕탕